# Federico V de Suabia

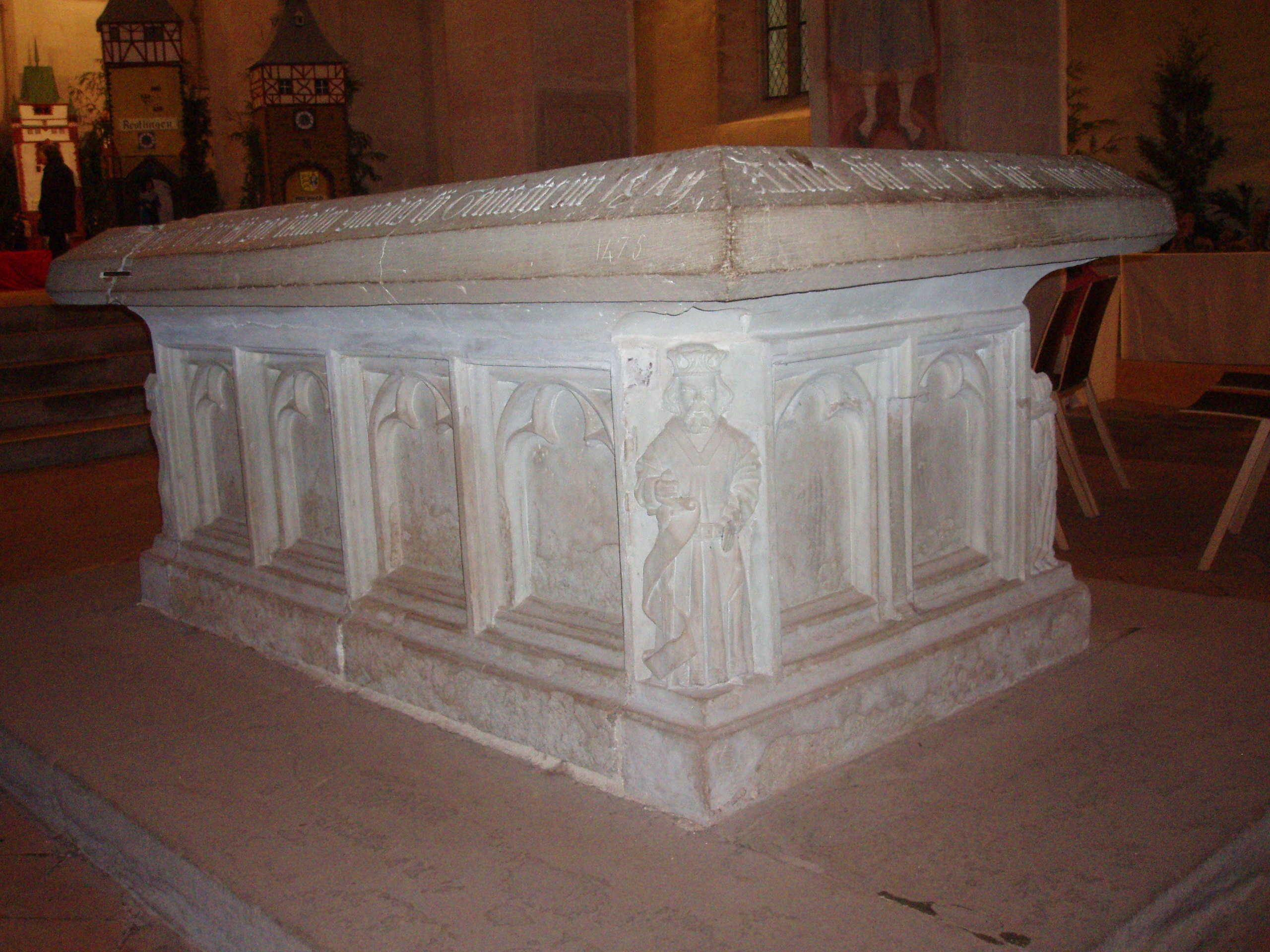
Sarcófago de Federico V de Suabia. Abadía de Lorch

Federico V de Suabia (Pavía, 6 de julio de 1164 - 28 de noviembre de 1170) fue duque de Suabia desde 1167 hasta su muerte. Fue el hijo mayor de Federico Barbarroja y su segunda esposa Beatriz de Borgoña. A su muerte lo sucedió su hermano menor Conrado llamado Federico VI de Suabia.
En abril de 1165 Federico V fue prometido a Leonor Plantagenet, hija del rey Enrique II de Inglaterra y de Leonor de Aquitania. Sin embargo, el matrimonio no llegó a celebrarse, debido a la temprana muerte de Federico V.
En agosto de 1167, el duque Federico IV de Suabia murió en la campaña de Italia, con lo que se extinguió su estirpe, volviendo sus dominios a Federico Barbarroja, quien cedió el ducado a su hijo, Federico V.
En junio de 1169 fue elegido rey de romanos otro hijo de Federico Barbarroja, Enrique VI. Puede suponerse que Federico V fue apartado de la sucesión debido a su débil constitución, que hacía suponer que no sobreviviría a la infancia.

## Sucesión
| Predecesor: Federico IV de Suabia | Duque de Suabia 1167-1170 | Sucesor: Federico VI de Suabia |